# Enfidha–Hammamet nemzetközi repülőtér
Az Enfidha–Hammamet nemzetközi repülőtér (arabul: مطار النفيضة حمامات الدولي) (IATA: NBE, ICAO: DTNH) Tunézia egyik kisebb nemzetközi repülőtere Enfidha közelében. Éves utasforgalma 2 086 889 fő (2012).

## Futópályák
A repülőtér futópályái:
- 09/27 (3300 m, aszfalt)

## Forgalom
Az utasforgalom az elmúlt években az alábbi módon változott:
| Utasok száma | 496 641 | 1 281 400 | 2 086 889 | 2 272 074 | 2 215 428 | 896 601 | 800 581 | 717 493 | 930 113 | 1 453 863 |
|              | 2010    | 2011      | 2012      | 2013      | 2014      | 2015    | 2016    | 2017    | 2018    | 2019      |

## Légitársaságok és úticélok
2024-ben a Enfidha–Hammamet nemzetközi repülőtérről az alábbi járatok indulnak (Utoljára frissítve: 2024-11-2):
| Légitársaság         | Célállomások |
| -------------------- | --- |
| Avion Express        | Szezonális charter: Vilnius |
| BH Air               | Szezonális charter: Szófia, Skopje |
| Bulgaria Air         | Szezonális charter: Varna |
| easyJet              | Basel/Mulhouse, Birmingham, Bristol, Genf, London–Gatwick, London–Luton, Manchester Szezonális: Belfast–International, Glasgow, Liverpool, London–Southend (kezdődik 2025. március 30-án)               |
| Enter Air            | Szezonális charter: Gdańsk, Katowice, Łódź, Poznań, Varsó–Chopin, Wrocław |
| European Air Charter | Szezonális charter: Plovdiv, Szófia, Varna |
| Fly Lili             | Szezonális charter: Bukarest–Băneasa |
| Luxair               | Szezonális: Luxembourg |
| Neos                 | Szezonális: Milan–Malpensa, Verona |
| SmartLynx Airlines   | Szezonális charter: Nuremberg |
| Smartwings           | Szezonális charter: Brno, Ostrava, Prága |
| TUI Airways          | Birmingham, East Midlands, London–Gatwick, Manchester Szezonális: Cardiff, Dublin (kezdődik 2025. május 19-én), Glasgow, London–Luton, London–Stansted (kezdődik 2025. május 5-én), Newcastle upon Tyne |
| TUI fly Belgium      | Brüsszel Szezonális: Liège |
| TUI fly Deutschland  | Szezonális: Düsseldorf, Hannover |
| TUI fly Netherlands  | Szezonális: Amszterdam[forrás?] |